# BMW 1800 SA e 2000 SA
La 1800 SA (inizialmente denominata 1800 GL) e la 2000 SA, sono due autovetture di fascia alta prodotte dalla casa automobilistica tedesca BMW tra il 1968 e il 1972 per il solo mercato sudafricano.

## Storia

### Debutto
Alla fine del 1969 lo stabilimento della Glas venne demolito in seguito all'acquisizione del marchio di Dingolfing da parte della BMW. Gran parte dei macchinari e delle attrezzature presenti all'interno di tale stabilimento, tranne quelle adibite alla produzione della piccola Goggomobil, vennero smontate però già nel 1967 e inviate in Sudafrica per permettere alla casa dell'Elica la produzione in loco di un modello con il proprio marchio. Con il mercato sudafricano, la BMW era in rapporti fin dal 1929, quando cominciò l'esportazione delle prime motociclette da Monaco, per arrivare alla prima BMW venduta in Sudafrica, ossia una 502. Il fatto che in Germania solo la Goggomobil era l'unico modello della Glas che ancora riusciva a garantire un minimo di redditività spinse appunto la dirigenza BMW a disfarsi delle linee di montaggio dei modelli di fascia superiore, tra cui la Glas 1700, una berlina che non ebbe molto successo commerciale. L'idea fu quella di trasferire queste linee di montaggio nello stabilimento sudafricano della Praetor Monteerders, a Rosslyn per produrvi una versione marchiata BMW della 1700, con motori presi dalla banca organi della casa di Monaco. Venne inizialmente scelto in particolare il motore 1.8 dei contemporanei modelli appartenenti alla gamma Neue Klasse e alla gamma della Serie 02. La presentazione avvenne nell'aprile del 1968: cominciò così l'avventura commerciale della 1800 GL, il cui primo esemplare venne assemblato nel maggio 1968, un mese dopo la presentazione.

### Caratteristiche
Stilisticamente la vettura mantenne intatto lo stesso corpo vettura di tipo berlina a 3 volumi disegnto a suo tempo da Pietro Frua, compreso il montante posteriore con il caratteristico gomito di Hofmeister, una particolarità che fra l'altro venne proposta curiosamente a suo tempo anche dalla Glas 1700, già due anni prima che la casa di Dingolfing venisse rilevata dalla BMW stessa. L'unica differenza stilistica fu il logo della Glas, che venne rimpiazzato da quello della BMW sul frontale, in coda, sui copricerchi e sul volante. Un'altra differenza, questa volta di altro genere, fu la guida a destra, visto che in Sudafrica la legge impone tale criterio di guida. La 1800 GL era equipaggiata con il motore M118 da 1766 cm3 da 90 CV.

### Produzione
La commercializzazione ebbe luogo non solo in Sudafrica, ma anche in altri Paesi circostanti, come ad esempio la Rhodesia, dove la vettura assunse fra l'altro la denominazione commerciale di Cheetah (ghepardo in inglese) e venne proposta anche con motore 1.6, sempre di origine BMW. Fra l'altro, le vetture destinate alla Rhodesia non raggiungevano questo Paese già completamente finite, ma solo parzialmente assemblate. L'ultima fase dell'assemblaggio avveniva infatti presso lo stabilimento della WMI di Salisbury.
Sebbene la vettura fosse stata presentata come 1800 GL, con la consegna dei primi esemplari la sua denominazione mutò immediatamente in 1800 SA. Nel giugno del 1968 la gamma venne ampliata con l'arrivo della 2000 SA, spinta dallo stesso motore M05 da 1990 cm3 e da 100 CV di potenza massima che in Europa equipaggiava le BMW 2000 e 2002. La produzione della 1800 SA e della 2000 SA cessò tra la fine del 1972 e l'inizio del 1973 per sopraggiunta messa in liquidazione della Praetor Monteerders, il cui stabilimento venne prontamente rilevato dalla BMW stessa, che nella primavera dell'anno seguente avrebbe introdotto il restyling dei due modelli, i quali verranno a quel punto ribattezzati 1804 e 2004. In totale vennero prodotti 8.682 esemplari dei due modelli, a cui vanno aggiunti 300 esemplari di 1600 GL riservate al mercato della Rhodesia.

### Tabella dati tecnici
Di seguito vengono raccolti i dati tecnici della 1800 SA e della 2000 SA: